# Rupel
Rupel je řeka v provincii Antverpy v Belgii. Má délku 12 km. Plocha povodí činí 6500 km².

## Průběh toku
Vzniká soutokem řek Dijle (s přítokem Zenne) a Nette, jejichž povodí tvoří velkou část východní Belgie. Ústí zprava do Šeldy.

## Vodní režim
Průměrný průtok vody činí přibližně 50 m³/s. Maximálních stavů dosahuje v zimě a na jaře.

## Využití
Vodní doprava je možná pro lodě o výtlaku do 2000 t. V období mořského přílivu, jež dosahuje výšky 4 až 5 m je řeka dostupná i pro námořní lodě. Poblíž ústí se nacházejí loděnice.